# Рибосомний білок S3a
Рибосомний білок S3a (англ. Ribosomal protein S3A) – білок, який кодується геном RPS3A, розташованим у людей на короткому плечі 4-ї хромосоми.  Довжина поліпептидного ланцюга білка становить 264 амінокислот, а молекулярна маса — 29 945.
| 10         |  | 20         |  | 30         |  | 40         |  | 50         |
| ---------- |  | ---------- |  | ---------- |  | ---------- |  | ---------- |
| MAVGKNKRLT |  | KGGKKGAKKK |  | VVDPFSKKDW |  | YDVKAPAMFN |  | IRNIGKTLVT |
| RTQGTKIASD |  | GLKGRVFEVS |  | LADLQNDEVA |  | FRKFKLITED |  | VQGKNCLTNF |
| HGMDLTRDKM |  | CSMVKKWQTM |  | IEAHVDVKTT |  | DGYLLRLFCV |  | GFTKKRNNQI |
| RKTSYAQHQQ |  | VRQIRKKMME |  | IMTREVQTND |  | LKEVVNKLIP |  | DSIGKDIEKA |
| CQSIYPLHDV |  | FVRKVKMLKK |  | PKFELGKLME |  | LHGEGSSSGK |  | ATGDETGAKV |
| ERADGYEPPV |  | QESV       |  |            |  |            |  |            |

A: Аланін

C: Цистеїн

D: Аспарагінова кислота

E: Глутамінова кислота

F: Фенілаланін

G: Гліцин

H: Гістидин

I: Ізолейцин

K: Лізин

L: Лейцин

M: Метіонін

N: Аспарагін

P: Пролін

Q: Глутамін

R: Аргінін

S: Серин

T: Треонін

V: Валін

W: Триптофан

Цей білок за функціями належить до рибонуклеопротеїнів, рибосомних білків. 
Задіяний у такому біологічному процесі як диференціація. 
Локалізований у цитоплазмі, ядрі.